# Окоцимский
Спортивный клуб «Окоцимский» (пол. Okocimski Klub Sportowy) — польский футбольный клуб из Бжеско, выступающий в Первой лиге.

## История

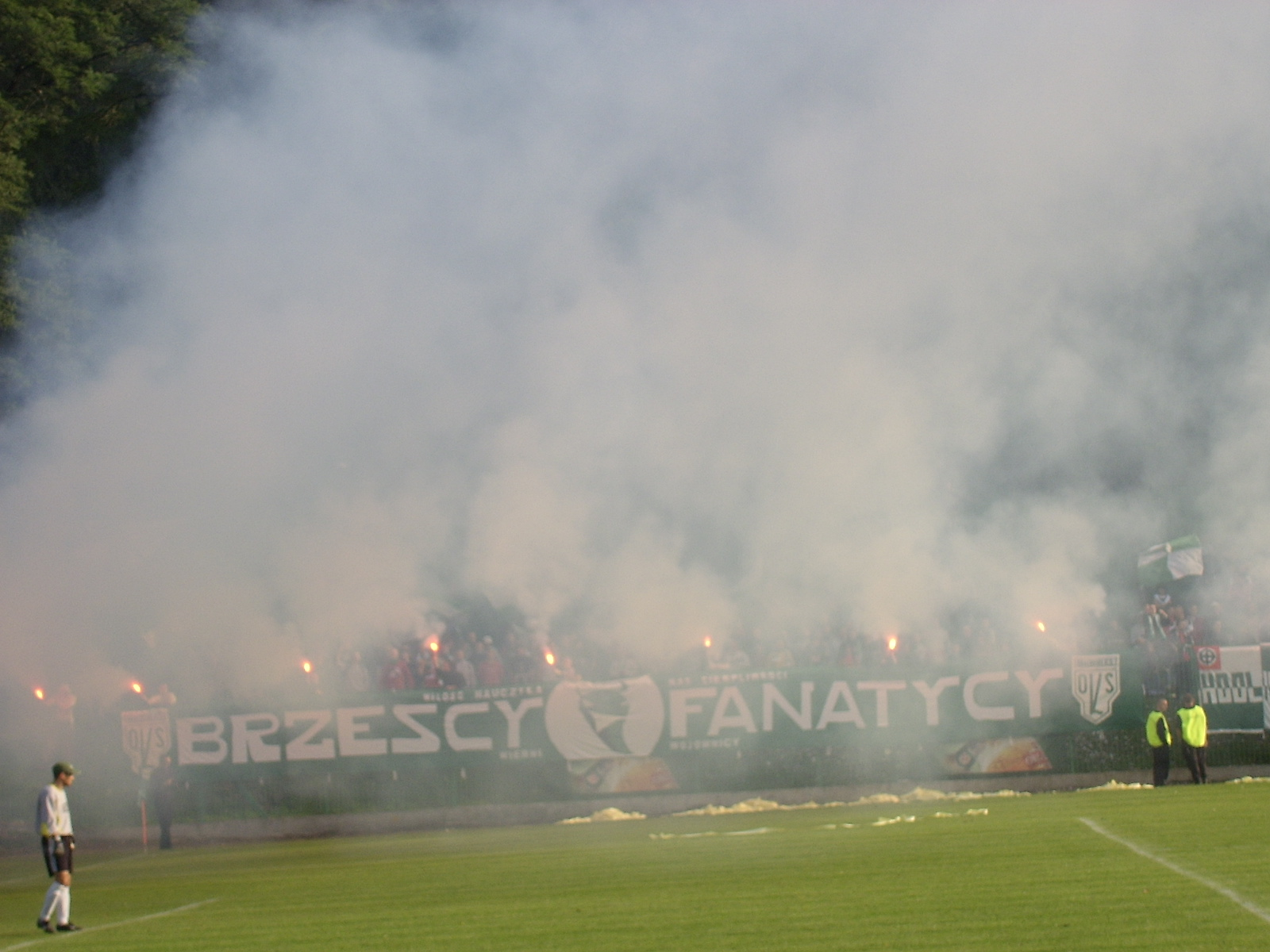
Матч с «Лехом», 21.09.2005

Наивысшим достижением команды было завоевание четвёртого места во Второй лиге в 1995 году. Футболисты достигали 1/8 финала кубка Польши дважды: в сезонах 1950/51 и 1995/96. В сезоне 2011/12 команда завоевала право играть в Первой лиге.